# Estanislao Figueras y Moragas
Pour les articles homonymes, voir Figueras (homonymie).
Estanislao Figueras y Moragas, né à Barcelone le 13 novembre 1819 et mort à Madrid le 11 novembre 1882, est un homme d'État espagnol, président du gouvernement de la Première République espagnole.

## Biographie
Diplômé en droit, il s'installe en 1844 à Tarragone, où il commence une carrière d'avocat. Il intègre le Parti progressiste et participe aux révoltes libérales de 1848. Cette même année il s'installe à Madrid, où il entre en contact avec les cercles politiques républicains. Plus tard il penchera pour le Parti démocrate, né d'une scission du parti progressiste. En 1851, il est élu député pour Tarragone, ville où il repart vivre pour former une partie de sa junte révolutionnaire, qu'il préside durant les événements politiques qui mènent au Biennat progressiste (1854-1856). En 1855, il est élu député aux Cortes, où il dirige la minorité de républicains ; la même année la chambre vote contre l'alternative républicaine. L'année suivante, au cours de l'élaboration du projet de ce qui devait être une nouvelle constitution, il défend la décentralisation de l'État et les désamortissements, une posture qui l'oppose aux secteurs proches de l'Église.
En 1867, il est condamné à la prison ; il fuit au Portugal pour revenir à la suite du triomphe de la révolution de septembre 1868 qui marque le début du Sexenio Democrático (1868-1874). À son retour, il intègre le parti fédéral mené par Pi y Margall et fonde le périodique La Igualdad, dans les pages duquel il défend sa doctrine fédéraliste.
En février 1873, après l'abdication d'Amédée Ier, il est élu président du Pouvoir exécutif de la République par l'Assemblée nationale,, une charge qu'il occupe jusqu'en juin de la même année. La crise économique, les divisions internes au sein de son propre parti et l'essor du cantonalisme motivent son remplacement par Pi y Margall et son exil en France, d'où il revient en fin d'année pour tenter, en vain, de recomposer le parti fédéral fragmenté. Dès lors rejeté par Pi y Margall et son parti, il fonde avec Ruiz Zorrilla le parti républicain fédéral organique (Partido Republicano Federal Orgánico), dont l'influence restera très limitée en raison de sa mort peu de temps après.